# لومباردی ۹۳۹۷
سیارک ۹۳۹۷ (به انگلیسی: 9397 Lombardi، نامگذاری:1994RJ) نه هزار و سیصد و نود و هفتمین سیارک کشف شده‌است که در ۶ سپتامبر ۱۹۹۴ کشف شد.
قدر مطلق سیارک برابر ۱۵٫۷۰ است.